# Erwin Wilhelm
Erwin Wilhelm (* 6. September 1926; † 16. Februar 2012) war ein deutscher Fußballspieler, der für die saarländische Nationalmannschaft aktiv war.

## Karriere
Er spielte von 1950 bis 1952 bei Borussia Neunkirchen. Zudem wurde er am 14. Oktober 1951 in einem Freundschaftsspiel gegen die österreichische Nationalmannschaft eingesetzt; das Spiel wurde 4:1 verloren.